# (10504) Дога
(10504) Дога (лат. Doga) — типичный астероид главного пояса, открыт 22 октября 1987 года советским астрономом Людмилой Журавлёвой в Крымской астрофизической обсерватории и 18 марта 2003 года назван в честь композитора и педагога Евгения Доги.

## Обнаружение и именование
(10504) Дога
Открыт 22 октября 1987 года в Крымской астрофизической обсерватории Л. В. Журавлёвой.
Российский композитор Евгений Дмитриевич Дога (р. 1937) написал музыку ко многим популярным фильмам.
Оригинальный текст (англ.)10504 Doga
Discovered 1987 Oct. 22 by L. V. Zhuravleva at the Crimean Astrophysical Observatory.
Russian composer Eugenij Dmitrievich Doga (b. 1937) has written music for many popular movies.
Источники: 20030318/MPCPages.arc; M.P.C. 48156.

## Орбита

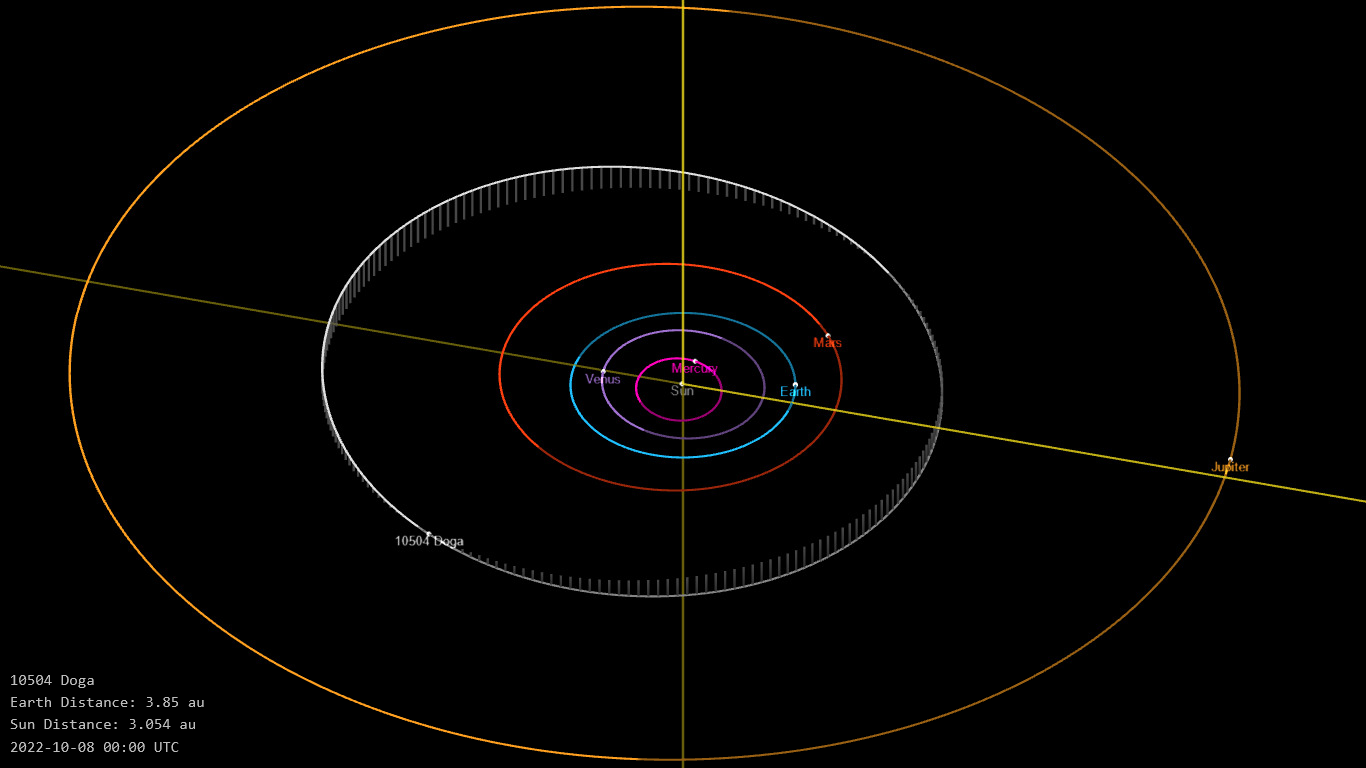
Орбита астероида Дога и его положение в Солнечной системе

## Физические характеристики
Из результатов второго этапа спектроскопической съёмки малых астероидов главного пояса (Small Main-belt Asteroid Spectroscopic Survey, SMASSII) следует, что астероид относится к таксономическому классу Sl, а из наблюдений телескопа VISTA — к классу U.
По результатам наблюдений в видимом и ближнем инфракрасном диапазоне космического телескопа NEOWISE диаметр астероида сначала оценивался равным 6,96±0,33 км, позже — 6,959±0,334 км.
Согласно тем же источникам альбедо оценивается как 0,210±0,024.